# Aeromarine BM-1
El Aeromarine BM-1 fue un nuevo diseño de avión de correos para cumplir con una solicitud de propuesta del Servicio Postal de los Estados Unidos, en los años 20 del siglo XX.

## Diseño y desarrollo
Aeromarine desarrolló los diseños AM-1, AM-2 y AM-3 en 1923 para una propuesta anterior. El BM-1 era un diseño original para la nueva propuesta de 1924.
El BM-1 era un biplano monoplaza con tren de aterrizaje convencional y patín de cola direccionable. El avión usaba un depósito principal lanzable de combustible entre las ruedas principales para cumplir con los requerimientos de seguridad en caso de impacto, y un pequeño depósito delantero de 37,9 litros en el ala superior. Los cables de control fueron diseñados para no usar poleas. Las alas tenían largueros opcionales de metal o madera, con recubrimiento de tela barnizada. El fuselaje usaba una estructura de vigas de aluminio con recubrimiento también de aluminio. El estabilizador horizontal usaba un volante de tornillo para el ajuste de la compensación. El motor presentaba un radiador montado en el frente con un orificio pasante para el eje de la hélice.
El BM-1 no progresó de la etapa de diseño.

## Especificaciones (según diseño)
Referencia datos: Skyways

### Características generales
- Tripulación: Uno (piloto)
- Longitud: 9,3 m
- Envergadura: 14,3 m
- Altura: 3,4 m
- Superficie alar: 47,8 m²
- Peso vacío: 1280 kg
- Peso cargado: 2156,8 kg
- Planta motriz: 1× motor lineal V12 refrigerado por agua Liberty L-12.
  - Potencia: 313,2 kW (420 hp)

### Rendimiento
- Velocidad nunca excedida (Vne): 201,2 km/h
- Velocidad de entrada en pérdida (Vs): 80,5 km/h
- Techo de vuelo: 5181,6 m (17 000 pies)
- Régimen de ascenso: 4,72 m/s

## Aeronaves relacionadas

### Desarrollos relacionados
- Aeromarine AM-1

### Secuencias de designación
- Secuencia Alfanumérica (interna de Aeromarine): ← AM-3 - AMC - AS - BM-1 - CO-L - DH-4B - EO →